# ワイスプロダクション
ワイスプロダクションは、日本の芸能事務所。株式会社サンタプラネットが運営し、東京と大阪の2ヶ所に事務所を構える。日本芸能マネージメント事業者協会会員。主に声優のマネージメント運営を行っている。
プロダクション直轄の養成所として、「ワイスプロダクション附属アニメ声優研究所アニボ」（anivo）が存在し、現役若手声優が講師を務める。こちらも東京と大阪に稽古場を構える。
2013年に元氣プロジェクトから芸能プロジェクトが分離した際に島田朋尚が主宰で同年12月1日に設立された。なお、現在島田は元氣プロジェクトに戻っている。

## 所属声優
※2022年7月9日時点。「メ」と「ダ」は下記の「メダカのコタロー劇団」および「ダンジョンツクル・クロニクル劇団」の劇団員でもある声優。

### 男性
- 安藤仁
- 大谷幸司
- 木下隆介 メ ダ
- 武田直人
- 津々良篤
- 友寄史裕 メ ダ
- 夏目桂輔
- 福田結巳

### 女性
- 神楽坂素子
- 葛城愛梨
- 樺山ミナミ
- 花瀬あさみ メ ダ
- 平澤慧美 メ ダ
- 宮崎綸
- 山崎佑美
- 若桜有理

### ジュニア所属
男性
- 新井俊亮
- 板谷健司
- 伊藤翔
- 太田賢
- 尾崎智有
- 可児勇武
- 茅守紘一
- 河口薫
- 河内開哉
- 佐野智章
- 塩西尚之
- 式野文太郎
- 曽根彰馬
- 高橋健人
- 九十九靖晴
- 中村慎二郎
- 中村友紀
- 新美葵 メ ダ
- 平井崇雅
- 平畑栄樹
- 福尾真
- 宮沢拓弥
- 望月信行
- 森島雄司
- 山本泰理

女性
- 葵裕南
- 五十嵐杏菜
- 絵理
- 遠藤由希
- 岡野絵里奈
- 乙幡美成
- 唐沢百恵
- 茶熊にじ
- 佐藤光
- 白井夕貴
- 田村理子
- 寺井麻保 メ ダ
- 堂坂有希
- 七音俚紅
- 長谷川紘子
- 原口ともみ
- 原田梨央
- 村上里茶
- 山口由規乃

このほか、準所属声優がいる。

## オリジナルコンテンツ

### メダカのコタロー劇団
プロダクションのオリジナルコンテンツの第1弾として、現役声優による劇団「アニメ声優Unit メダカのコタロー劇団」がある。当プロダクション設立より前の2008年3月16日に旗揚げされ、2011年6月14日に特定非営利活動法人として認証された。劇団員はプロダクションの所属声優によって構成されている。
自然環境学習をアニメと声優によって楽しく表現して児童たちに伝えることを目的として、兵庫県を中心に全国の小学校・幼稚園での環境学習の授業や環境イベントの公演に出演している。ほかには幼稚園向けに劇場型の絵本の読み聞かせも行ったり、サンテレビにて『コタローとおはよ〜!』、『アニメ紙芝居「メダカのコタロー」』の2番組を担当したりしている。

### ダンジョンツクル・クロニクル劇団
「メダカのコタロー劇団」に引き続き、プロダクションのオリジナルコンテンツの第2弾で、ワイスプロダクションの設立5周年記念および「メダカのコタロー」の誕生10周年記念の一環である現役声優劇団「アニメ声優歌劇団 ダンジョンツクル・クロニクル劇団」として2019年6月29日に始動。同年7月6日に活動開始した。イラストは少彦名書房が手がけた。劇団員は「メダカのコタロー」と同じキャストを起用。
「メダカのコタロー」が兵庫県を中心に全国の小学校・幼稚園での環境学習だったことに対し、こちらは兵庫県を中心として中学校・高校での歴史文化に伝えることを目的とする。サンテレビでは『コタローとおはよ〜!』、『アニメ紙芝居「メダカのコタロー」』の2番組の交互で『吹き出し漫画アニメ「ダンジョンツクル・クロニクル」』、『週刊 ダンジョンツクル・クロニクル』を隔週で放送している。
いずれも2022年7月現在、花瀬あさみが団長、木下隆介が副団長を務めている。

## かつて所属していた声優
- 岩﨑春奈（フリー）
- 河村梨恵（現所属：東京俳優生活協同組合）
- 木村希美（現芸名：南雲希美、現所属：Rush Style）
- 島田朋尚（現所属：元氣プロジェクト） ※設立時の主宰
- 深町未紗（フリー）